# Türkischer Billardverband
Der Türkische Billardverband (türkisch: Türkiye Bilardo Federasyonu, TBF) ist der türkische Dachverband für alle Billarddisziplinen und agiert auf nationaler Ebene. Er ist dem Weltverband Union Mondiale de Billard (UMB) und dem Kontinentalverband Confédération Européenne de Billard (CEB) angeschlossen bzw. unterstellt. Seit Mai 2014 ist Ersan Ercan vorsitzender Verbandspräsident. Der TBF organisiert, zusammen mit dem UMB und CEB, den Dreiband-Weltcup sowie diverse Welt- und Europameisterschaften in der Türkei.

## Heimstätte
Im November 2020 bezog der Verband seine neu erbaute Verwaltungs- und Spielstätte, den „TBF International Billiards Complex“, in Ankaras neuem Sportviertel (Gölbaşı Belediyesi Spor Yerleşkesi) im Süden der Stadt. Das Gebäude umfasst mit einer Fläche von 2.000 m² nicht nur die Verbandsgebäude, sondern auch eine Turnierhalle, Foyer, Cafeteria sowie alle benötigten Ruhe-, Entspannungs- und Umkleideräume für die Spieler und Schiedsrichter.

## Organisator Internationale Turniere
- Dreiband
  - Dreiband-Weltmeisterschaft 2023
  - Dreiband-Weltmeisterschaft der Damen 2023
  - Dreiband-Weltmeisterschaft der Junioren 2023
  - Dreiband-Weltcup 2022/1
- WCBS Championship 2023
  - Dreiband-Weltcup 2023/1
  - Dreiband-Weltcup 2024/1
- Billard Artistique
  - Billard-Artistique-Weltmeisterschaft 2023

## Organisator Nationalturniere
- Dreiband
  - Türkische Dreibandmeisterschaft
  - Türkische Dreibandliga
  - Türkische Dreibandmeisterschaft für Teams
  - Türkische Dreibandmeisterschaft der Damen
  - Türkische Dreibandmeisterschaft der Junioren

- Poolbillard
  - Türkische Poolbillardmeisterschaft
  - Inter University Pool Tournament

- Kunststoß
  - Türkische Billard-Artistique-Meisterschaft

- Snooker
  - Türkische Snooker-Meisterschaft

Quelle: 

## Übergestellte Verbandsstruktur
|  |

|  |

|  |